# Risoluzioni del Consiglio di sicurezza delle Nazioni Unite (401-500)
| Risoluzione | Data              | Voto (favorevoli/contrari/non votanti)            | Oggetto                                                                                               |
| 401         | 14 dicembre 1976  |                                                   | Cipro                                                                                                 |
| 402         | 22 dicembre 1976  |                                                   | Lesotho-Sud Africa                                                                                    |
| 403         | 14 gennaio 1977   |                                                   | Botswana-Rhodesia meridionale                                                                         |
| 404         | 8 febbraio 1977   |                                                   | Benin                                                                                                 |
| 405         | 14 aprile 1977    |                                                   | Benin                                                                                                 |
| 406         | 25 maggio 1977    |                                                   | Botswana-Rhodesia meridionale                                                                         |
| 407         | 25 maggio 1977    |                                                   | Lesotho-Sud Africa                                                                                    |
| 408         | 26 maggio 1977    |                                                   | Israele-Siria                                                                                         |
| 409         | 27 maggio 1977    |                                                   | Rhodesia meridionale                                                                                  |
| 410         | 15 giugno 1977    |                                                   | Cipro                                                                                                 |
| 411         | 30 giugno 1977    |                                                   | Mozambico-Rhodesia meridionale                                                                        |
| 412         | 7 luglio 1977     |                                                   | Ammissione del Gibuti                                                                                 |
| 413         | 20 luglio 1977    |                                                   | Ammissione del Vietnam                                                                                |
| 414         | 15 settembre 1977 |                                                   | Cipro                                                                                                 |
| 415         | 29 settembre 1977 |                                                   | Rhodesia meridionale                                                                                  |
| 416         | 21 ottobre 1977   |                                                   | Egitto-Israele                                                                                        |
| 417         | 31 ottobre 1977   |                                                   | Sud Africa                                                                                            |
| 418         | 4 novembre 1977   |                                                   | Sud Africa                                                                                            |
| 419         | 24 novembre 1977  |                                                   | Benin                                                                                                 |
| 420         | 30 novembre 1977  |                                                   | Israele-Siria                                                                                         |
| 421         | 9 dicembre 1977   |                                                   | Sud Africa                                                                                            |
| 422         | 15 dicembre 1977  |                                                   | Cipro                                                                                                 |
| 423         | 14 marzo 1978     |                                                   | Rhodesia meridionale                                                                                  |
| 424         | 17 marzo 1978     |                                                   | Rhodesia meridionale-Zambia                                                                           |
| 425         | 19 marzo 1978     | 12-0-3 (Cecoslovacchia, USSR, Cina assente)       | Creazione della Forza di Interposizione in Libano delle Nazioni Unite                                 |
| 426         | 19 marzo 1978     |                                                   | Israele-Libano                                                                                        |
| 427         | 3 maggio 1978     |                                                   | Israele-Libano                                                                                        |
| 428         | 6 maggio 1978     |                                                   | Israele-Libano                                                                                        |
| 429         | 31 maggio 1978    |                                                   | Angola-Sud Africa                                                                                     |
| 430         | 16 giugno 1978    |                                                   | Israele-Siria                                                                                         |
| 431         | 27 luglio 1978    |                                                   | Cipro                                                                                                 |
| 432         | 27 luglio 1978    |                                                   | Namibia                                                                                               |
| 433         | 17 agosto 1978    |                                                   | Namibia                                                                                               |
| 434         | 18 settembre 1978 |                                                   | Ammissione delle Isole Salomone                                                                       |
| 435         | 29 settembre 1978 |                                                   | Creazione del Gruppo di Assistenza Transitoria delle Nazioni Unite                                    |
| 436         | 6 ottobre 1978    |                                                   | Namibia                                                                                               |
| 437         | 10 ottobre 1978   |                                                   | Libano                                                                                                |
| 438         | 23 ottobre 1978   |                                                   | Rhodesia meridionale                                                                                  |
| 439         | 13 novembre 1978  |                                                   | Egitto-Israele                                                                                        |
| 440         | 27 novembre 1978  |                                                   | Namibia                                                                                               |
| 441         | 30 novembre 1978  |                                                   | Cipro                                                                                                 |
| 442         | 6 dicembre 1978   |                                                   | Ammissione del Dominica                                                                               |
| 443         | 14 dicembre 1978  |                                                   | Cipro                                                                                                 |
| 444         | 19 gennaio 1979   |                                                   | Israele-Libano                                                                                        |
| 445         | 8 marzo 1979      |                                                   | Rhodesia meridionale                                                                                  |
| 446         | 22 marzo 1979     | 12-0-3                                            | Colonie Israeliane                                                                                    |
| 447         | 28 marzo 1979     | 12-0-3 (Francia, Regno Unito, USA)                | Israele-Siria                                                                                         |
| 448         | 30 aprile 1979    |                                                   | Rhodesia meridionale                                                                                  |
| 449         | 30 maggio 1979    |                                                   | Israele-Siria                                                                                         |
| 450         | 14 giugno 1979    |                                                   | Israele-Libano                                                                                        |
| 451         | 15 giugno 1979    |                                                   | Cipro                                                                                                 |
| 452         | 20 luglio 1979    | 14-0-1                                            | Colonie Israeliane                                                                                    |
| 453         | 12 settembre 1979 |                                                   | Ammissione del Saint Lucia                                                                            |
| 454         | 2 novembre 1979   |                                                   | Angola-Sud Africa                                                                                     |
| 455         | 23 novembre 1979  |                                                   | Rhodesia meridionale-Zambia                                                                           |
| 456         | 30 novembre 1979  |                                                   | Israele-Siria                                                                                         |
| 457         | 4 dicembre 1979   | Adottata all'unanimità                            | Appello per una soluzione pacifica tra l'Iran e gli Stati Uniti d'America durante Crisi degli ostaggi |
| 458         | 14 dicembre 1979  | 14-0                                              | Cipro                                                                                                 |
| 459         | 19 dicembre 1979  | 12-0-2 (USSR, Cecoslovacchia)                     | Israele-Libano                                                                                        |
| 460         | 21 dicembre 1979  | 12-0-3 (Francia, Regno Unito, USA)                | Rhodesia meridionale                                                                                  |
| 461         | 31 dicembre 1979  | 11-0-4 (Bangladesh, Cecoslovacchia, Kuwait, USSR) | Condanna dell'Iran per la prolungata trattenuta del personale dell'ambasciata USA                     |
| 462         | 9 gennaio 1980    | 12-2-1 (Zambia)                                   | Appello per un meeting di emergenza dell'Assemblea Generale                                           |
| 463         | 2 febbraio 1980   | 14-0-0 (il Regno Unito non ha partecipato)        | Rhodesia meridionale                                                                                  |
| 464         | 19 febbraio 1980  | Adottata all'unanimità                            | Ammissione del Saint Vincent e Grenadine                                                              |
| 465         | 1º marzo 1980     | Adottata all'unanimità                            | Colonie Israeliane                                                                                    |
| 466         | 11 aprile 1980    | Adottata all'unanimità                            | Protesta dello Zambia contro il Sudafrica                                                             |
| 467         | 24 aprile 1980    |                                                   | Territori occupati da Israele                                                                         |
| 468         | 8 maggio 1980     |                                                   | Territori occupati da Israele                                                                         |
| 469         | 20 maggio 1980    |                                                   | Israele-Siria                                                                                         |
| 470         | 30 maggio 1980    |                                                   | Cipro                                                                                                 |
| 471         | 5 giugno 1980     | 14-0-1                                            | Colonie Israeliane                                                                                    |
| 472         | 13 giugno 1980    |                                                   | Cipro                                                                                                 |
| 473         | 13 giugno 1980    |                                                   | Sud Africa                                                                                            |
| 474         | 17 giugno 1980    |                                                   | Israele-Libano                                                                                        |
| 475         | 27 giugno 1980    |                                                   | Angola-Sud Africa                                                                                     |
| 476         | 30 giugno 1980    |                                                   | Territori occupati da Israele                                                                         |
| 477         | 30 luglio 1980    |                                                   | Ammissione dello Zimbabwe                                                                             |
| 478         | 20 agosto 1980    | 14-0-1                                            | Gerusalemme                                                                                           |
| 479         | 28 settembre 1980 | Adottata all'unanimità                            | Appello per la cessazione delle ostilità tra Iran e Iraq                                              |
| 480         | 12 novembre 1980  | Adottata all'unanimità                            | Elezione di due membri della Corte Internazionale di Giustizia                                        |
| 481         | 26 novembre 1980  |                                                   | Israele-Siria                                                                                         |
| 482         | 11 dicembre 1980  |                                                   | Cipro                                                                                                 |
| 483         | 17 dicembre 1980  |                                                   | Israele-Libano                                                                                        |
| 484         | 19 dicembre 1980  |                                                   | Territori occupati da Israele                                                                         |
| 485         | 22 maggio 1981    |                                                   | Israele-Siria                                                                                         |
| 486         | 4 giugno 1981     |                                                   | Cipro                                                                                                 |
| 487         | 19 giugno 1981    |                                                   | Condanna dell'attacco israeliano alle installazioni nucleari Irachene                                 |
| 488         | 19 giugno 1981    |                                                   | Israele-Libano                                                                                        |
| 489         | 8 luglio 1981     |                                                   | Ammissione della repubblica di Vanuatu                                                                |
| 490         | 21 luglio 1981    |                                                   | Libano                                                                                                |
| 491         | 23 settembre 1981 |                                                   | Ammissione del Belize                                                                                 |
| 492         | 10 novembre 1981  |                                                   | Ammissione di Antigua e Barbuda                                                                       |
| 493         | 23 novembre 1981  |                                                   | Israele-Siria                                                                                         |
| 494         | 11 dicembre 1981  |                                                   | Nomina del segretario generale                                                                        |
| 495         | 14 dicembre 1981  |                                                   | Cipro                                                                                                 |
| 496         | 15 dicembre 1981  |                                                   | Seychelles                                                                                            |
| 497         | 17 dicembre 1981  |                                                   | Altopiani del Golan                                                                                   |
| 498         | 18 dicembre 1981  |                                                   | Israele e Libano                                                                                      |
| 499         | 21 dicembre 1981  |                                                   | Corte Internazionale di Giustizia                                                                     |
| 500         | 28 gennaio 1982   |                                                   | Pace internazionale                                                                                   |